# Oulema concolor
Oulema concolor är en skalbaggsart som först beskrevs av J. L. Leconte 1884.  Oulema concolor ingår i släktet Oulema och familjen bladbaggar. Inga underarter finns listade i Catalogue of Life.